# SDDS-Modell
Das SDDS-Modell (Scientific Discovery as Dual Search) beschreibt aus kognitionspsychologischer Sicht die Komponenten des naturwissenschaftlichen Erkenntnisprozesses. Es wurde von David Klahr entwickelt.

## Name
Das SDDS-Modell steht in der Tradition der Problemlösetheorie. Es beinhaltet die Annahme, dass der Weg des wissenschaftlichen Erkenntnisgewinns die Suche in zwei Problemräumen erfordert. Diese 'duale' Suche ist namensgebend für das Modell. Es handelt sich bei den Problemräumen um den 'Hypothesenraum' (hypothesis space) einerseits, und den 'Experimentierraum' (experiment space) andererseits.

## Hauptkomponenten des SDDS Modells
Innerhalb des wissenschaftlichen Erkenntnisprozesses durch Experimentieren kontrollieren drei Hauptkomponenten den gesamten Prozess von den anfänglich aufgestellten Hypothesen über die experimentelle Überprüfung bis zur Entscheidung, ob die erhobenen Daten ausreichen, die Hypothese als bestätigt anzusehen. Diese drei Hauptkomponenten sind:
- Die Suche im Hypothesenraum (search hypothesis space)
- Das Testen von Hypothesen (test hypothesis) und
- Die Analyse von Evidenzen (evaluate evidence).

## Anwendungen des SDDS-Modells
Das SDDS-Modell hat in verschiedenen Bereichen Anwendung gefunden und Erkenntnisse geliefert. Entstanden ist es vor allem aus Versuchsreihen mit einem programmierbaren Roboter namens 'Big-Trak' am MIT. Dadurch ergaben sich Anwendungsmöglichkeiten auf verschiedene Bereiche des Experimentierens mit unterschiedlichen Programmiermustern. So war es den Forschern möglich Kategorien für Experimentier-Typen zu finden, welche auf deren unterschiedlichen Vorgehensweisen beruhen. Neben dem technischen Bereich wurde es auch auf biologische Kontexte angewendet und hat besonders auf der Ebene der didaktischen Forschung seine Bedeutung. So hat Hammann auf der Basis des SDDS-Modells ein Kompetenzentwicklungsmodell für den Bereich des Experimentierens entwickelt. Kompetenzentwicklungsmodelle sollen eine kumulative Förderung von Kompetenzen im Sinne eines Spiralcurriculums ermöglichen, indem die definierten Kompetenzstufen durch den Unterricht aufgegriffen und systematisch weiterentwickelt werden können. Darüber hinaus liefern diese Modelle Ansatzpunkte für eine Operationalisierung von Kompetenzen, was im Rahmen der standardisierten Leistungsmessung in den Naturwissenschaften erforderlich ist. In diesem Fall gliedert Hammann die Kompetenzen im Bereich des Experimentierens entsprechend den drei Komponenten des SDDS-Modells auf und definiert Kompetenzstufen für den Bereich der Sekundarstufe I.